# Lemu
Lemu est une ancienne municipalité rurale du sud-ouest de la Finlande, dans la province de Finlande occidentale et la région de Finlande du Sud-Ouest. Elle fait partie, depuis 2009, de la municipalité de Masku.
C'est la deuxième commune la plus petite de la région, et une des 15 plus petites du pays. Elle est assez densément peuplée, comptant pas moins de 33 villages. Elle conserve encore son caractère majoritairement agricole malgré la proximité de Turku (21 km) et l'installation de plusieurs petites industries. Mais les chiffres de population, qui ont doublé depuis 1974, ne trompent pas: la commune est en passe d'être absorbée par l'agglomération de Turku, la troisième du pays.
Son église en pierre du XVe siècle est sa principale sinon unique curiosité.
Les municipalités voisines sont Mietoinen au nord, Askainen à l'ouest, Masku au sud-est et Nousiainen au nord-est.